# Thukpa
Thukpa (tibetsky: ཐུག་པ་; wylie:thug pa) je tradiční tibetská nudlová polévka, obvykle podávaná k masu. Thukpa je také oblíbená v Bhútánu, Nepálu a také v některých částí Indie, jako například v Ladaku, Sikkimu nebo v Arunáčalpradéši. Thukpa se připravuje z nudlí (tradičně vyrobené z campy), zeleniny, masa či tofu. Existuje mnoho variant thukpy lišící se surovinami a přípravou:
- Thentug (tibetsky: འཐེན་ཐུག་; Wylieho transliterace tibetštiny či wylie: 'then thug)
- Gyathuk (tibetsky: རྒྱ་ཐུག་; wylie: rgya thug)
- Pathug (tibetsky: བག་ཐུག་; wylie: bag thug)
- Drethug (tibetsky: འབྲས་ཐུག་; wylie: 'bras thug)